# حزب العمل اليمني
حزب العمل اليمني هو حزب سياسي ديمقراطي اجتماعي يمني تأسس في 20 يونيو عام 2013، في العاصمة صنعاء، ويقوده مختار القشيبي. استنكرالحزب التدخل بقيادة السعودية في اليمن، واصفًا إياه بأنه عمل عدواني، وجدد دعمه لانقلاب الحوثيين في عام 2020، واصفا إياه بـ "ثورة 21 سبتمبر".
في 13 يونيو/حزيران عام 2017، اعتقل حزب الحوثيون أمين عام الحزب مختار القشيبي واحتجزه دون توجيه تهم إليه حتى 10 أبريل/نيسان عام 2020، حيث مثل أمام النيابة العامة بعد ضغوط علنية للإفراج عنه. بعد الأستجواب، ادعى القشيبي أن المدعي العام قرر الإفراج عنه، لكنه تراجع عن هذا القرار لاحقا. في 20 أكتوبر/تشرين الأول عام 2020، دخل القشيبي في إضراب عن الطعام، مطالبًا بالإفراج عنه ومحاسبة من وضعوه قيد الاعتقال.